# La Villedieu (Charente Marítim)
La Villedieu és un municipi francès situat al departament del Charente Marítim i a la regió de la Nova Aquitània. L'any 2007 tenia 230 habitants.

## Demografia

### Població
El 2007 la població de fet de La Villedieu era de 230 persones. Hi havia 96 famílies de les quals 28 eren unipersonals (16 homes vivint sols i 12 dones vivint soles), 36 parelles sense fills, 20 parelles amb fills i 12 famílies monoparentals amb fills.
La població ha evolucionat segons el següent gràfic:
Habitants censats

### Habitatges
El 2007 hi havia 146 habitatges, 98 eren l'habitatge principal de la família, 31 eren segones residències i 17 estaven desocupats. 145 eren cases i 1 era un apartament. Dels 98 habitatges principals, 81 estaven ocupats pels seus propietaris, 14 estaven llogats i ocupats pels llogaters i 3 estaven cedits a títol gratuït; 4 tenien dues cambres, 11 en tenien tres, 22 en tenien quatre i 61 en tenien cinc o més. 78 habitatges disposaven pel capbaix d'una plaça de pàrquing. A 49 habitatges hi havia un automòbil i a 38 n'hi havia dos o més.

### Piràmide de població
La piràmide de població per edats i sexe el 2009 era:
| Homes | Edats   | Dones |
| ----- | ------- | ----- |
| 0     | 95 o +  | 0     |
| 0     | 90 a 94 | 0     |
| 0     | 85 a 89 | 4     |
| 4     | 80 a 84 | 0     |
| 12    | 75 a 79 | 4     |
| 12    | 70 a 74 | 12    |
| 12    | 65 a 69 | 16    |
| 20    | 60 a 64 | 4     |
| 0     | 55 a 59 | 0     |
| 12    | 50 a 54 | 20    |
| 4     | 45 a 49 | 4     |
| 12    | 40 a 44 | 12    |
| 4     | 35 a 39 | 0     |
| 8     | 30 a 34 | 8     |
| 0     | 25 a 29 | 4     |
| 16    | 20 a 24 | 4     |
| 0     | 15 a 19 | 4     |
| 0     | 10 a 14 | 8     |
| 0     | 5 a 9   | 0     |
| 0     | 0 a 4   | 4     |

## Economia
El 2007 la població en edat de treballar era de 133 persones, 90 eren actives i 43 eren inactives. De les 90 persones actives 84 estaven ocupades (48 homes i 36 dones) i 6 estaven aturades (1 home i 5 dones). De les 43 persones inactives 17 estaven jubilades, 5 estaven estudiant i 21 estaven classificades com a «altres inactius».

### Ingressos
El 2009 a La Villedieu hi havia 103 unitats fiscals que integraven 221 persones, la mediana anual d'ingressos fiscals per persona era de 15.927 €.

### Activitats econòmiques
Dels 10 establiments que hi havia el 2007, 1 era d'una empresa de fabricació d'altres productes industrials, 1 d'una empresa de construcció, 1 d'una empresa de comerç i reparació d'automòbils, 1 d'una empresa de transport, 2 d'empreses d'hostatgeria i restauració, 3 d'empreses de serveis i 1 d'una entitat de l'administració pública.
Dels 2 establiments de servei als particulars que hi havia el 2009, 1 era una fusteria i 1 restaurant.
L'any 2000 a La Villedieu hi havia 24 explotacions agrícoles que ocupaven un total de 1.479 hectàrees.

## Poblacions més properes
El següent diagrama mostra les poblacions més properes.